# Diplotaxis belfragei
Diplotaxis belfragei är en skalbaggsart som beskrevs av Henry Clinton Fall 1909. Diplotaxis belfragei ingår i släktet Diplotaxis och familjen Melolonthidae. Inga underarter finns listade i Catalogue of Life.